# TheShowCrew
A TheShowCrew (kiejtés: tesókrú) egy 2010-ben alakult magyar elektronikus hiphop együttes Budapestről. Kezdetben a tagok: Bigmek, Watadub és Zéessó. Később DJ Fregz is csatlakozott.

## Diszkográfia

### Stúdióalbumok
- Vágod a Krút? (2010)
- Uzsidoboz (2011)
- Tesó (2012)
- Ez Repp! (2014)
- Evolúció (2017)

### Középlemezek
- Kistesó (2014)

### Kislemezek
- MajomketREC (2015)